# 阿部進
阿部 進（あべ すすむ、1930年6月11日 - 2017年8月10日）は、教育評論家。

## 略歴
神奈川県川崎市出身。神奈川県立神奈川工業高等学校(機械科)・横浜国立大学学芸学部特殊教員養成課程卒。川崎市内で小学校教諭を務めたあと、1964年（昭和39年）に教職を退き、創造教育センターを設立し野生学園を主宰。1980年（昭和55年）には児童文化の活性化を目標に劇団はかせを主宰。麻布科学実験教室を創設。評論家の道へ進む。
「カバゴン」を自称し、高度経済成長期から亡くなるまで精力的に教育活動を行っていた。現在でも使われる「現代っ子」は、1962年の阿部の造語。
「カバゴン」は、『日清ちびっこのどじまん』に出演した際に、番組での視聴者からの公募の結果選ばれたものである。投票結果の1位は「ブタゴン」だったが、ブタはエースコックを連想させるため、同番組のスポンサーである日清食品に配慮し、2位だった「カバゴン」に決定した。 また番組内では、「怪獣カバゴン」という持ち歌があった。
1970年代には漫画雑誌週刊少年ジャンプにコラムを連載し、当時、同誌に連載され、PTAから厳しく糾弾された漫画『ハレンチ学園』を擁護した。それが縁で、『ハレンチ学園』が単行本化された際には巻末の解説を担当し、テレビドラマ化された時には次回予告に登場したこともあった。
その後、旧・ポピー（現・バンダイ）から発売された超合金のパッケージ裏面に親に向けたメッセージを掲載したり、週刊少年ジャンプの手塚賞の審査員をつとめたり、TBSラジオの全国こども電話相談室の回答者として登場するなど、子ども向けのメディアに精力的に関わっていった。
知的障害児の親の会「手をつなぐ親の会」の結成にも関わる。
一時期、体重が100 kg近くあり、血糖値も高く、失明寸前にまで追い込まれたことがあったが、医師・三木一郎の指導により、1日当たり3.6 - 5 ℓのミネラル水と、海水から作った天然塩を1日25 g摂取するという「塩水療法」を取り入れる。これにくわえ毎日1万歩程度の散歩と小松菜のジュースを飲むことで、失明寸前から病状を改善することに成功した。
2017年（平成29年）8月10日、胃がんのため死去。87歳没。

## 著書

### 教育
- 『教師の条件—人間づくりの道 』明治図書出版, 1958年
- 『なりかわせんせいとかっちん』 (雨の日文庫 麦書房, 1959
- 『特殊学級指導記録』明治図書出版, 1960年
- 『現代子ども気質』新評論, 1961年
- 『現代っ子採点法—親があっても子は育つ』三一書房, 1962年
- 『現代っ子教育作戦』国土社, 1963年
- 『現代っ子教育法—しつけかた・伸ばしかた』講談社,1963年
- 『子どもはここまで知っている—性教育はこれでいいのか』有紀書房, 1964年
- 『学校教育の疑問に答える』三一書房,1965年
- 『問題持つ子の教育相談』明治図書出版, 1965年
- 『わが子の個性発掘』徳間書店, 1966年
- 『おやじにまかせろ—阿部進の教育原論』文化放送, 1968年
- 『阿部進のちびっ子教室』三一書房, 1969年
- 『勇気ある教育—おやじはわが子の生活に割り込め』毎日新聞社, 1969年
- 『3歳までに決まる 母と子の英才教室』 (ナンバーワン・ブックス) 明文社, 1969
- 『カバゴンのしつけ相談室 現代っ子の上手な育て方』 (ナンバーワン・ブックス)明文社, 1969
- 『あなたは子どもが見えない! 阿部進の"やあ!やあ!ガキ大将"』風媒社, 1969
- 『カバゴンの人生相談』高橋たくみ 絵. 朝日ソノラマ, 1969
- 『4・5歳で伸びる 母と子の英才教室 第2 (ナンバーワン・ブックス) 明文社, 1970
- 『「なぜ?なぜ?」こどもの性教育—困っているママのための一問一答』明文社,1970年
- 『ママの知らないところで 子供をダメにするしつけ (シリーズ初めての本)青春出版社, 1970
- 『くたばれ教育ママ』日新報道, 1970
- 『男と女の問題 カバゴンの相談室』朝日ソノラマ, 1970
- 『父親学入門』日本ライフブックス, 1971
- 『われらにとって教育とはなにか』潮文社,1972年
- 『カバゴンのちびっ子セックス お宅の性教育は、まちがっている (サンケイドラマブックス)サンケイ新聞社出版局, 1972
- 『初めての子の入学の本 学校から泣いて帰らないために』明文社, 1972
- 『ママになる前に読む本 (あひるブックス) 主婦と生活社, 1973
- 『図解実感子育て術 (あひるブックス) 主婦と生活社, 1974
- 『カバゴンの野性教育 どこでも生きていける子どもに育てよう (実日新書)実業之日本社, 1975
- 『子どもを知らない親たち—子どもたちに何を教えるか』日本経済通信社, 1976年
- 『子ども・野生への解放—カバゴンの家庭教育』住宅新報社, 1976年
- 『3歳までに決まる—0歳からの新子育て学』KABA書房, 1978年
- 『6歳までに伸ばす—4歳からの新子育て学』KABA書房,1978年
- 『1日10分勉強法—学校でダメにさせられた子どもがよみがえる』KABA書房, 1978年
- 『入学までに教える—知恵を開く第一歩』KABA書房,1979年
- 『阿部進おもしろ授業—国語がルンルン実況現場』KABA書房, 1983年
- 『うめきちおんや?』KABA書房, 1983年
- 『うめきちまってて』KABA書房,1983年
- 『ゆめみるラッコ ― シアトルからの海のたび』KABA書房,1983年
- 『おふうたいそうできちゃうもん』KABA書房,1984年
- 『カバゴンの工作教室』日東書院本社,1984年
- 『カバゴンの紙工作』日東書院本社,1984年
- 『おふうのいちにち』KABA書房, 1984年
- 『血液型気質別教育法—目からウロコが落ちるわが子発見法』KABA書房, 1985年
- 『気質に見合った人の伸ばし方』明治図書出版, 1987
- 『保育者よわが園児にのめり込め (イチバン化教育新書 明治図書出版, 1987.
- 『子育てSOS! (イチバン化教育新書 明治図書出版, 1987.
- 『子育てに野生をとり戻せ (イチバン化教育新書 明治図書出版, 1987
- 『子どもをダメにするしつけ (イチバン化教育新書 明治図書出版, 1987
- 『才能を4～5歳までに伸ばす (イチバン化教育新書 明治図書出版, 1987
- 『入学までにこれだけは教えたい (イチバン化教育新書 明治図書出版, 1987
- 『知恵は3歳までに決まる (イチバン化教育新書 明治図書出版, 1987.
- 『カバゴンの放課後楽校—とにかく、おもしろくなくちゃァいけない』新評論, 2008年

### 健康
- 『糖尿病からの生還 合併症との戦い (生還シリーズ) KABA書房, 1993
- 『癌からの生還—M式免疫療法の秘密』三一書房, 1997年
- 『糖尿病からの生還—1日25グラムの塩が、僕の命を救ってくれた!』新風舎, 2004年

### 共編著
- 『わが子に強くなりたい親へ』伊藤忠彦,湯山厚共編. 明治図書出版, 1962
- 『こども対おとな マスコミのなかの現代っ子』佐野美津男共著. 三一書房・新書, 1962
- 『学校教育の疑問に答える』勝田守一共編. 三一書房・新書 1965
- 『幼児のちえあそび』阿部進 等著. 三一書房, 1967
- 『われらにとって教育とはなにか 対話』無着成恭共著. 潮文社, 1968
- 『こどもの性教育』水野茂一共著. ノーベル書房, 1969
- 『カバゴンの工作教室』阿部進創造教室 編. 日東書院, 1972
- 『カバゴンの紙工作』阿部進創造教室 編. 日東書院, 1972
- 『遊びを広げる紙工作』編著、KABA書房,1979年
- 『勉強好きにする家庭作戦—一年生で勝負は決まる』編著、学習研究社, 1980年
- 『やせて元気になる食事 糖尿病からの「ズバリ生還食」大公開 (生還シリーズ)藤田佳子 共著. KABA書房, 1993

## ディスコグラフィー
- 怪獣カバゴン（1967年、キングレコード BS(H)-651）

作詞：保富康午、作曲：藤家虹二。B面はちびっこコーラスの「ちびっこマーチ」
- カバゴンのどうぶつ教室（ポリドール）

作詞：阿部進、作曲・編曲：井上堯之。B面は「われら動物ほにゅう類」

## 出演
- 日清ちびっこのどじまん（フジテレビ系）
- うたえちびっこ!ガッテンだ!（朝日放送系） - 「ちびっこのどじまん」の復活版。司会。
- アッポしましまグー（NET系） - 人形劇の司会。
- やあ!やあ!ガキ大将（1968年11月3日 - 1969年12月28日、名古屋テレビ放送）
- ハレンチ学園（1970年 、東京12チャンネル / ピロ企画・日活）※ 次回予告ナレーションを担当。顔出しで論評風に解説した。
- スペクトルマン（1971年、フジテレビ / ピー・プロダクション）
  - 第42話「宇宙から来た太陽マスク」
  - 第43話「大怪獣カバゴンの出現!!」

※ 怪獣カバゴンに改造されてしまう「阿部先生」役で出演。
- どっこい大作 第35話「ウソかマコトか?パンで勝負だ!!」（1973年、NET / 東映）- カバ田社長 役
- 家族そろって歌合戦（TBS系）- 1970年代後半（推定）から番組最終回まで審査員を務めた。

その他出演あり